# Damiansville
Damiansville es una villa ubicada en el condado de Clinton en el estado estadounidense de Illinois. En el Censo de 2010 tenía una población de 491 habitantes y una densidad poblacional de 230,63 personas por km².

## Geografía
Damiansville se encuentra ubicada en las coordenadas 38°30′32″N 89°36′54″O / 38.50889, -89.61500. Según la Oficina del Censo de los Estados Unidos, Damiansville tiene una superficie total de 2.13 km², de la cual 2.13 km² corresponden a tierra firme y (0%) 0 km² es agua.

## Demografía
Según el censo de 2010, había 491 personas residiendo en Damiansville. La densidad de población era de 230,63 hab./km². De los 491 habitantes, Damiansville estaba compuesto por el 90.02% blancos, el 0% eran afroamericanos, el 0.2% eran amerindios, el 0.81% eran asiáticos, el 0% eran isleños del Pacífico, el 5.09% eran de otras razas y el 3.87% pertenecían a dos o más razas. Del total de la población el 10.79% eran hispanos o latinos de cualquier raza.